# Hans Hegenscheidt
Hans Hegenscheidt (ur. 23 września 1903, zm. 27 maja 1947 w Landsberg am Lech) – zbrodniarz hitlerowski, członek załogi obozu koncentracyjnego Mauthausen-Gusen i SS-Unterscharführer.
Członek Waffen-SS od 1 października 1940. Członek personelu Mauthausen od 1 października 1941 do 2 maja 1945, gdzie pełnił służbę w obozowej administracji. Początkowo Hegenscheidt był urzędnikiem w wydziale zajmującym się wyżywieniem więźniów, a następnie od listopada 1943 kierował dystrybucją w magazynie żywnościowym. Brał udział w egzekucjach i maltretował więźniów.
W procesie załogi Mauthausen-Gusen (US vs. Johann Altfuldisch i inni) został skazany na karę śmierci przez amerykański Trybunał Wojskowy w Dachau. Powieszony w więzieniu Landsberg 27 maja 1947.